# Station Krabbendijke
Station Krabbendijke is een spoorwegstation aan de lijn Roosendaal - Vlissingen. Het station bevindt zich aan de noordzijde van het dorp Krabbendijke, vlak bij een vestiging van het reformatorische Calvijn College.
Het station werd geopend op 1 juli 1868. Het stationsgebouw behoort tot het standaardtype SS vijfde klasse. Het werd waarschijnlijk ontworpen door Karel van Brederode. Het station telde in 1930 twee doorgaande sporen, twee opstelsporen en drie perrons. Tegenwoordig liggen de beide perrons van het station schuin tegenover elkaar, in de zogenaamde bajonetligging.
Ten behoeve van voor- en natransport is er parkeergelegenheid voor auto's, zijn er fietskluizen en is er een onbewaakte fietsenstalling.

## Toekomst
Begin 2006 kondigde NS aan een drietal stations op de Zeeuwse lijn (Arnemuiden, Kapelle-Biezelinge en Krabbendijke) te willen sluiten met ingang van de dienstregeling 2007. Na protesten vanuit Zeeland en vanuit de Tweede Kamer zegde verkeersminister Karla Peijs eind december toe zich sterk te maken voor handhaving van de stations. In gezamenlijk overleg is sluiting van de drie stations voorkomen en er zou met de invoering van de HSL Zuid een volledig nieuwe dienstregeling voor met name Zeeland gaan gelden, het twee keer per uur aandoen van alle stations op de Zeeuwse lijn. Met ingang van de dienstregeling 2013 stopt voortaan de intercity tussen Vlissingen en de Randstad 2x per uur in Krabbendijke.

## Treinseries die stoppen op station Krabbendijke
De volgende treinserie van de NS doet station Krabbendijke aan in de dienstregeling 2025:
| Serie | Treinsoort     | Route | Bijzonderheden |
| ----- | -------------- | --- | --- |
| 2200  | Intercity (NS) | Amsterdam Centraal – Amsterdam Sloterdijk – Haarlem – Leiden Centraal – Den Haag HS – Delft – Schiedam Centrum – Rotterdam Centraal – Dordrecht – Roosendaal – Krabbendijke – Vlissingen | Rijdt op weekdagen overdag 1x/uur en vormt een halfuurdienst met series 2300 (tussen Amsterdam Centraal en Roosendaal) en 6500 (tussen Roosendaal en Vlissingen). 's Avonds en in het weekend rijdt deze serie 2x/uur. |
| 6500  | Sprinter (NS)  | Roosendaal – Bergen op Zoom – Krabbendijke – Goes – Middelburg – Vlissingen | Rijdt doordeweeks 1x per uur. Rijdt niet 's avonds en in het weekend. |

In de late avond rijdt de op een na laatste Intercity richting Amsterdam Centraal niet verder dan Rotterdam Centraal. De laatste Intercity rijdt zelfs niet verder dan Roosendaal. Deze twee laatste treinen stoppen tot Roosendaal op alle tussengelegen stations.

## Wachtruimte
Sinds 2015 bevindt zich in het stationsgebouw een wachtruimte, die alleen toegankelijk is met de OV-chipkaart. Kort na de opening besloot de gemeente in verband met vandalisme de wachtruimte te sluiten. Er werden camera's opgehangen. Niet lang daarna ging de wachtruimte weer open.

## Voor- en natransport
De volgende buslijnen stoppen bij station Krabbendijke:
| Lijn | Route | Vervoerder                           | Soort     | Opmerkingen                                                                           |
| ---- | --- | ------------------------------------ | --------- | ------------------------------------------------------------------------------------- |
| 594  | Rilland - Krabbendijke - Oostdijk - Waarde - Kruiningen - Station Kruiningen-Yerseke | Connexxion                           | Buurtbus  | Rijdt niet 's avonds en in het weekend                                                |
| 639  | Goes - Kloetinge - Biezelinge - Schore - Hansweert - Kruiningen - Oostdijk - Krabbendijke                                                                                                   | AMZ i.o.v. Connexxion                | Schoolbus | Rijdt 's ochtends in de richting van Goes, 's middags in de richting van Krabbendijke |
| 643  | Goes - Krabbendijke - Tholen - Oud-Vossemeer - Sint Philipsland - Sint-Annaland | Van Oeveren en AMZ i.o.v. Connexxion | Schoolbus | 's Ochtends in de richting van Goes, 's middags in de richting van Sint-Annaland      |
| 644  | Stavenisse - Sint-Maartensdijk - Tholen (← Stationsbuurt) - Krabbendijke - Kruiningen - (Biezelinge ← Kloetinge ←) Goes                                                                     | AMZ i.o.v. Connexxion                | Schoolbus | 's Ochtends in de richting van Goes; 's middags in de richting van Stavenisse         |
| 645  | (Zaamslag → Terneuzen → 's-Heerenhoek →) Goes (→ 's-Gravenpolder) - Kruiningen - Krabbendijke                                                                                               | Next i.o.v. Connexxion               | Schoolbus |                                                                                       |
| 647  | (Middelburg ← Grijpskerke ← Oostkapelle ←) Domburg - Aagtekerke - (Westkapelle → Zoutelande →) Meliskerke - Biggekerke (→ Koudekerke → Middelburg - Arnemuiden) - Kruiningen - Krabbendijke | Connexxion                           | Schoolbus |                                                                                       |
| 994  | Kruiningen - Waarde - Oostdijk - Krabbendijke - Rilland | GVC                                  | Haltetaxi |                                                                                       |

## Galerij

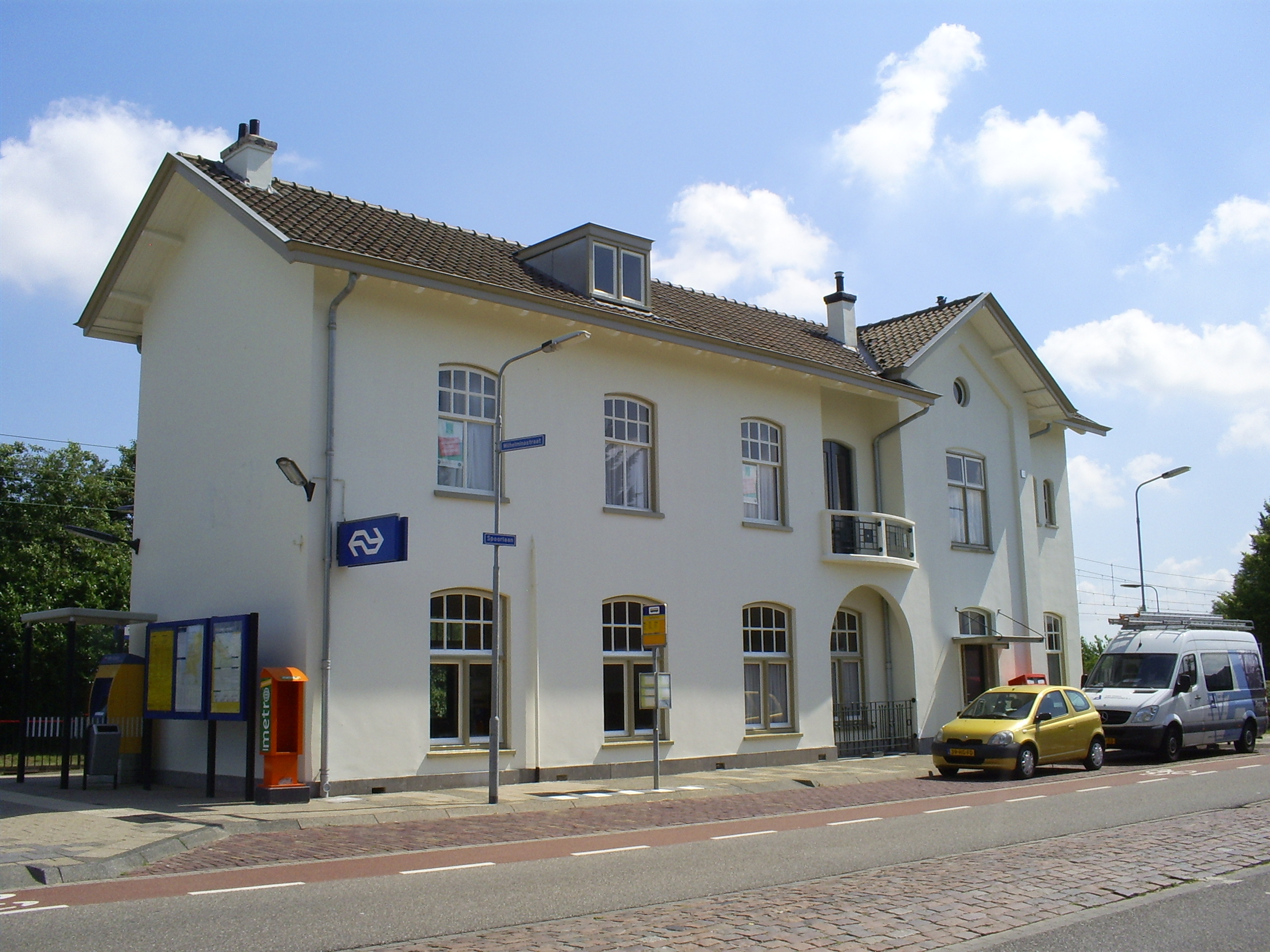
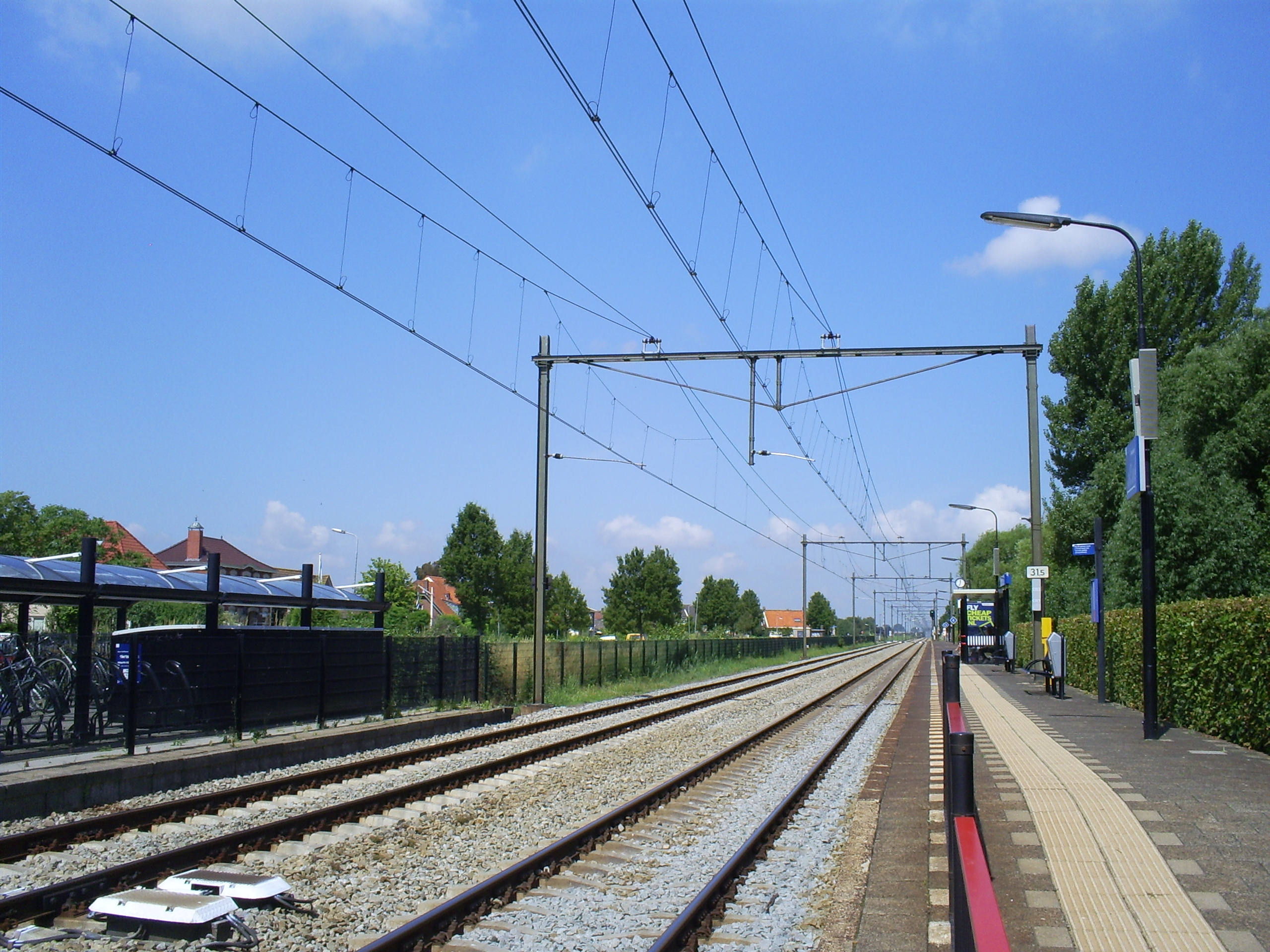
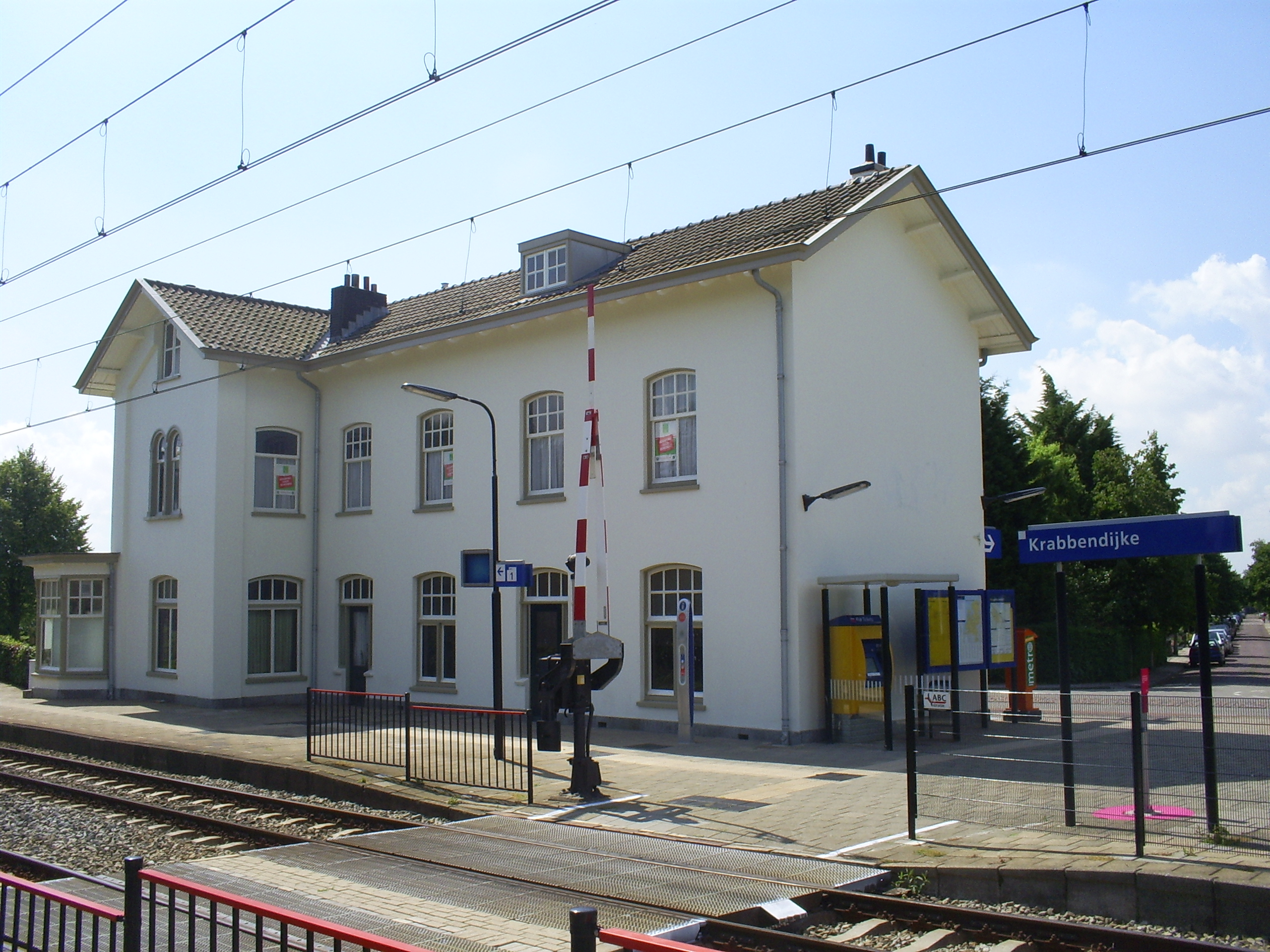
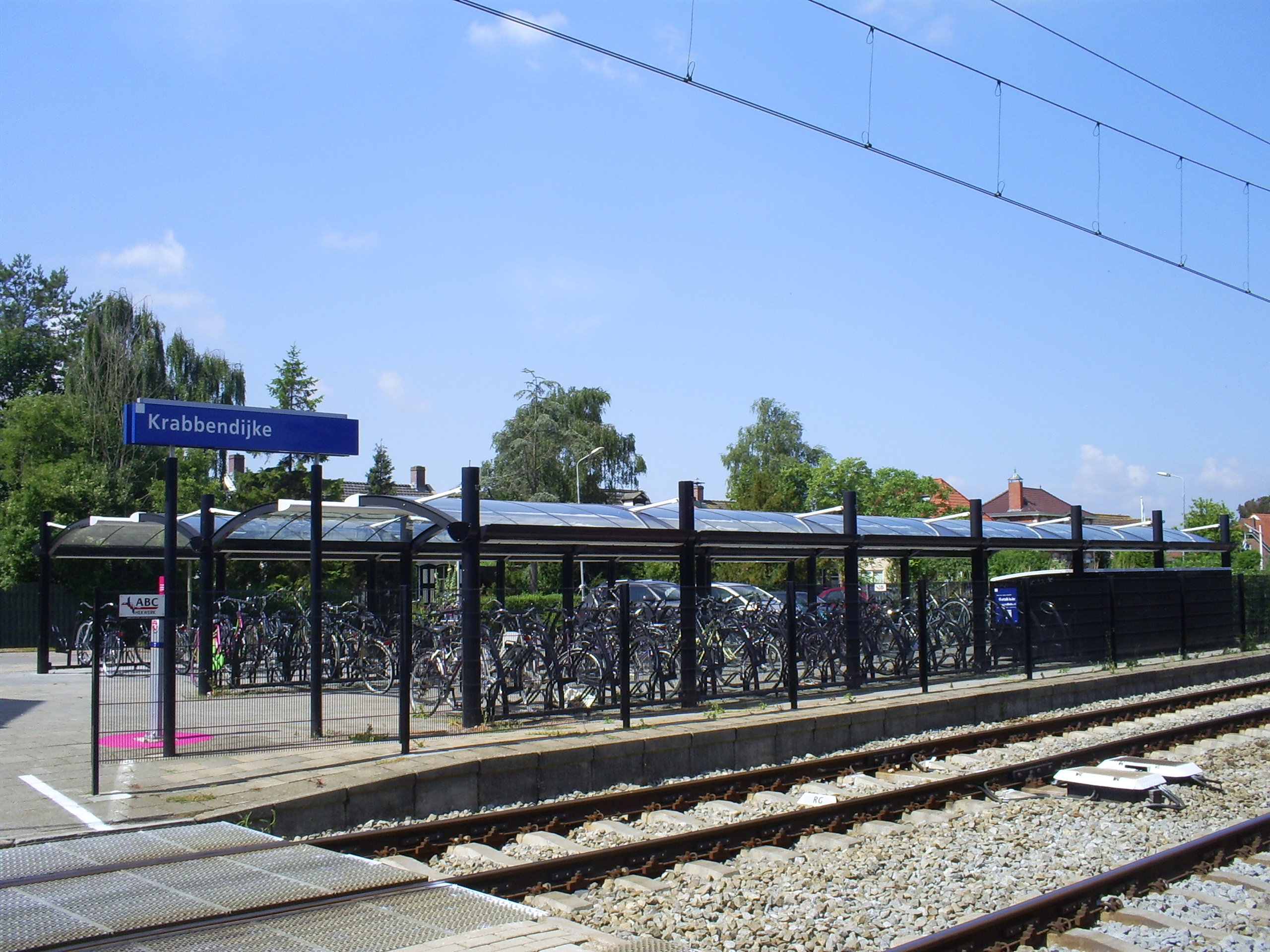
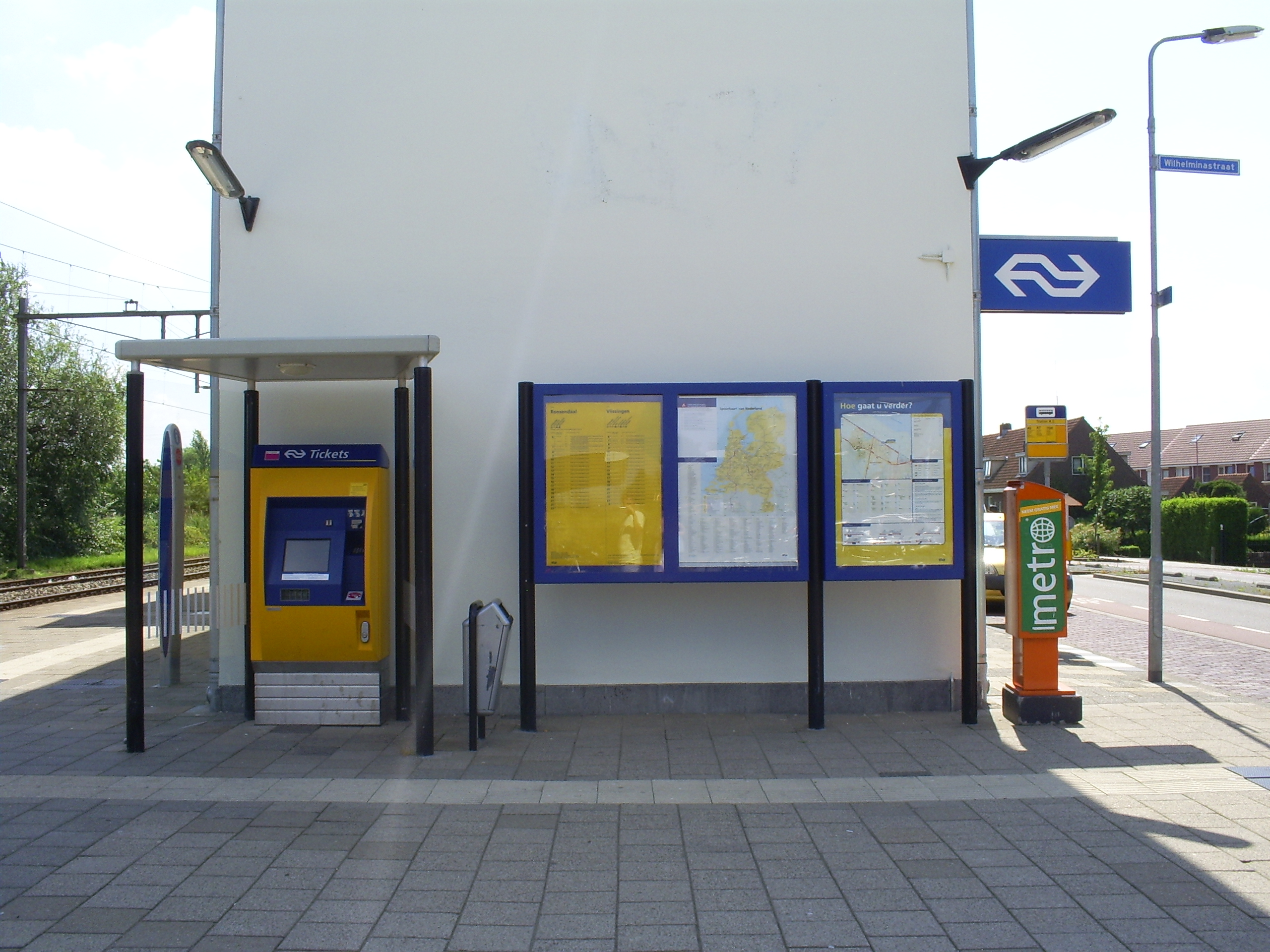
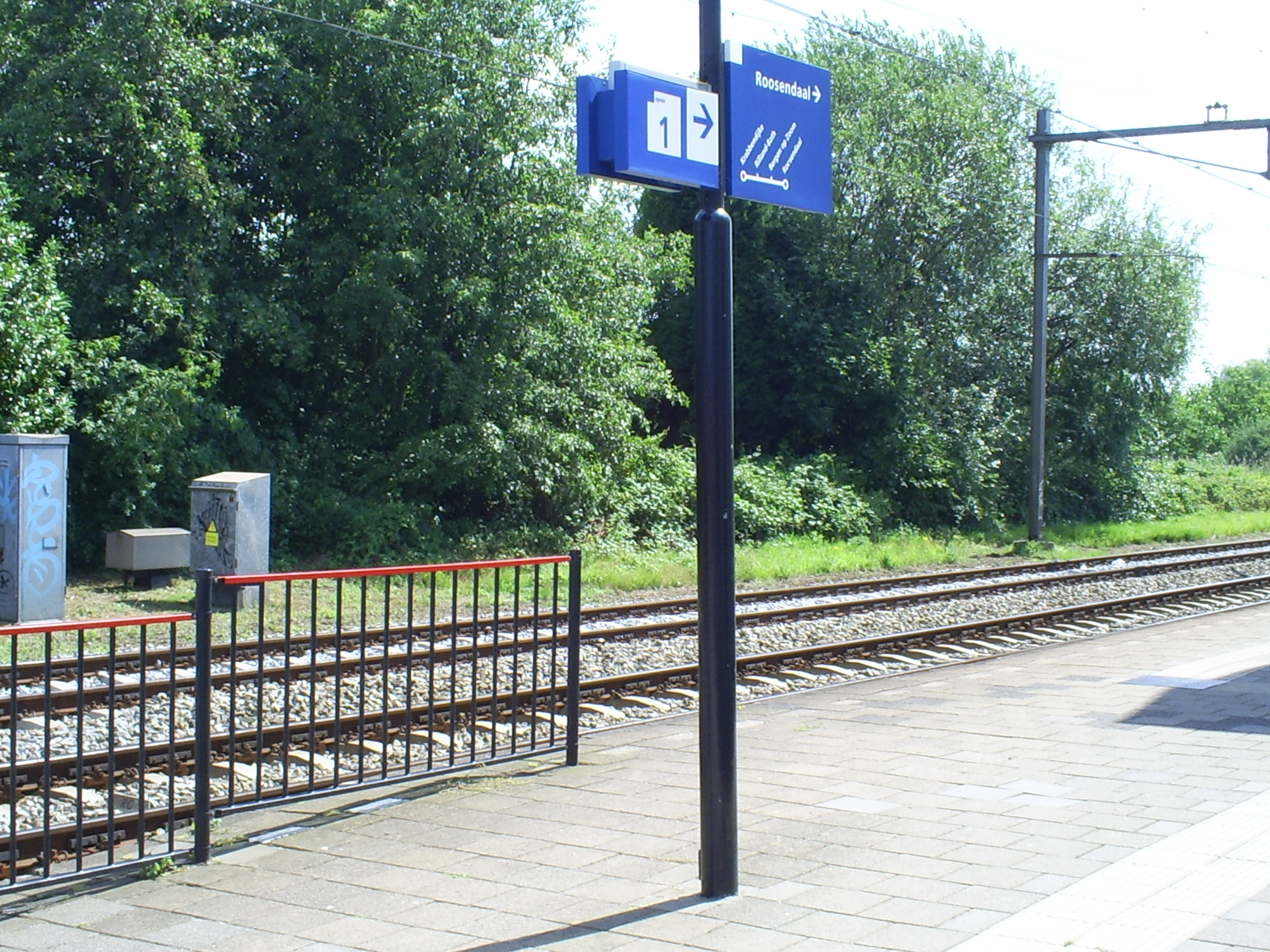
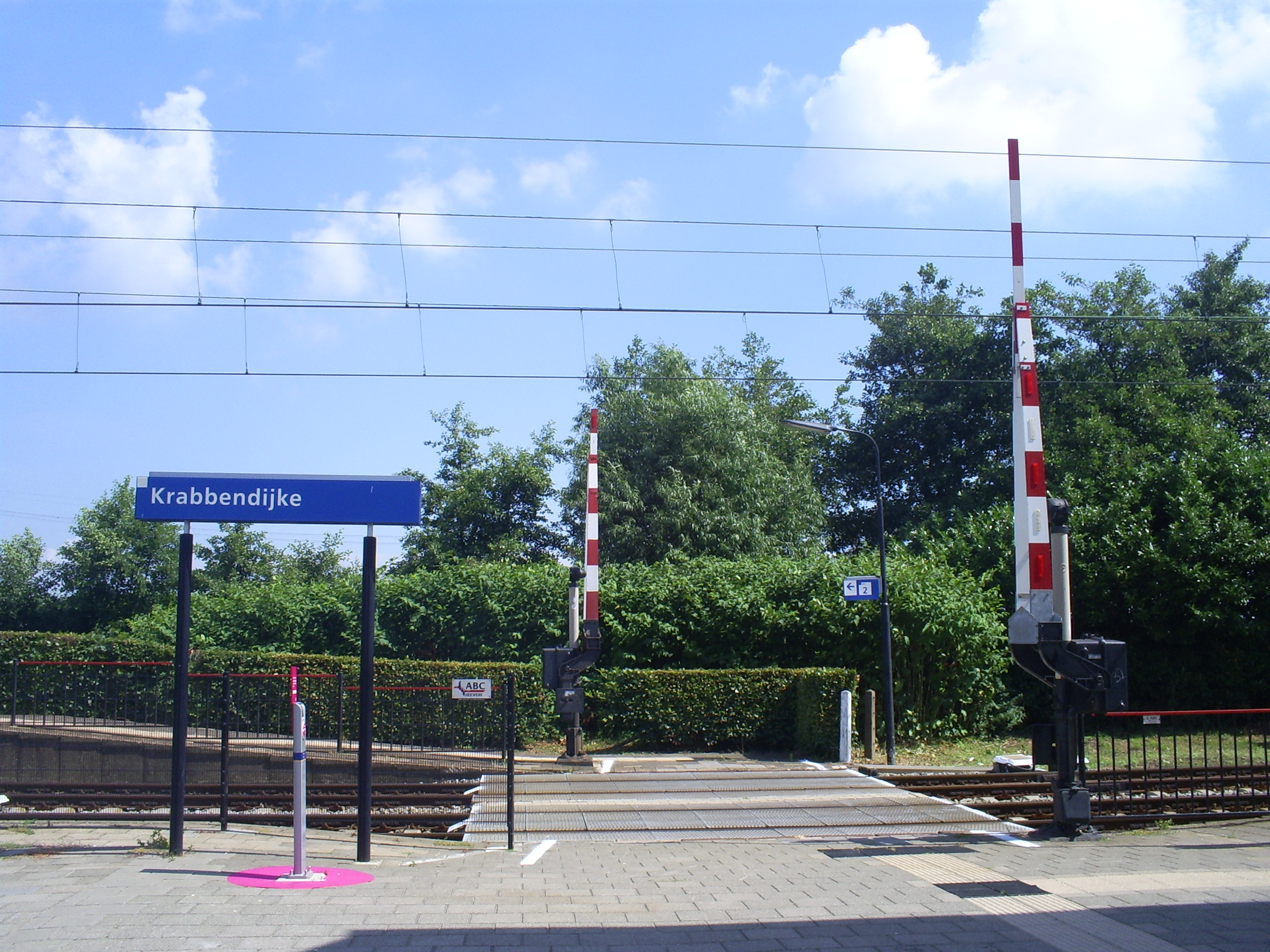
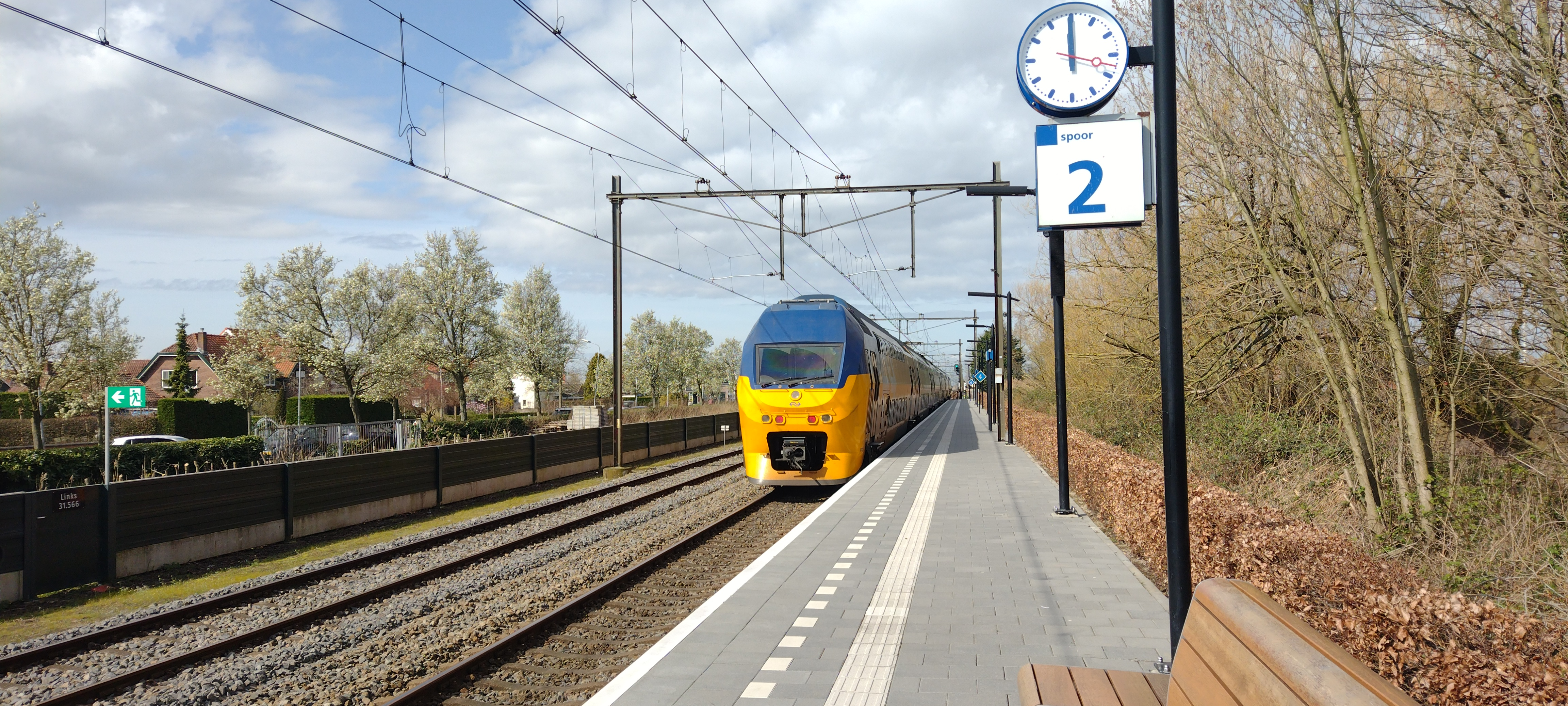
VIRMm2/3 op het station

## Ontwikkeling aantal reizigers
Het aantal door NS vervoerde reizigers (per gemiddelde werkdag) ontwikkelde zich sedert 2019 als volgt:
| Jaar | Aantal reizigers |
| ---- | ---------------- |
| 2019 | 677              |
| 2020 | 426              |
| 2021 | 525              |
| 2022 | 655              |
| 2023 | 696              |
| 2024 | 679              |

0,0: Roosendaal ·
6,6: Wouw ·
12,5: Bergen op Zoom ·
18,4: Woensdrecht ·
28,2: Rilland-Bath ·
31,5: Krabbendijke ·
Oostdijk ·
38,2: Kruiningen-Yerseke ·
40,3: Vlake ·
44,1: Kapelle-Biezelinge ·
49,2: Goes ·
54,3: 's-Heer Arendskerke ·
Noord Kraaijert ·
64,5: Arnemuiden ·
68,3: Middelburg ·
71,0: Oost Souburg ·
72,0: Vlissingen Souburg ·
73,7: Vlissingen Stad ·
74,4: Vlissingen
Arnemuiden · 
Goes · 
Kapelle-Biezelinge · 
Krabbendijke · 
Kruiningen-Yerseke · 
Middelburg · 
Rilland-Bath · 
Vlissingen · 
-Souburg
Voormalige stations: zie de lijst van voormalige spoorwegstations in Zeeland